# Ernst Smigelski
Ernst Richard Edmund Smigelski (auch Smigelski-Atmer; * 16. Februar 1881 in Neisse; † 5. Dezember 1950 in Leipzig) war ein deutscher Musikwissenschaftler, Komponist, Musikkritiker, Kapellmeister, Schriftsteller, Ordenspriester und Theologe.

## Leben

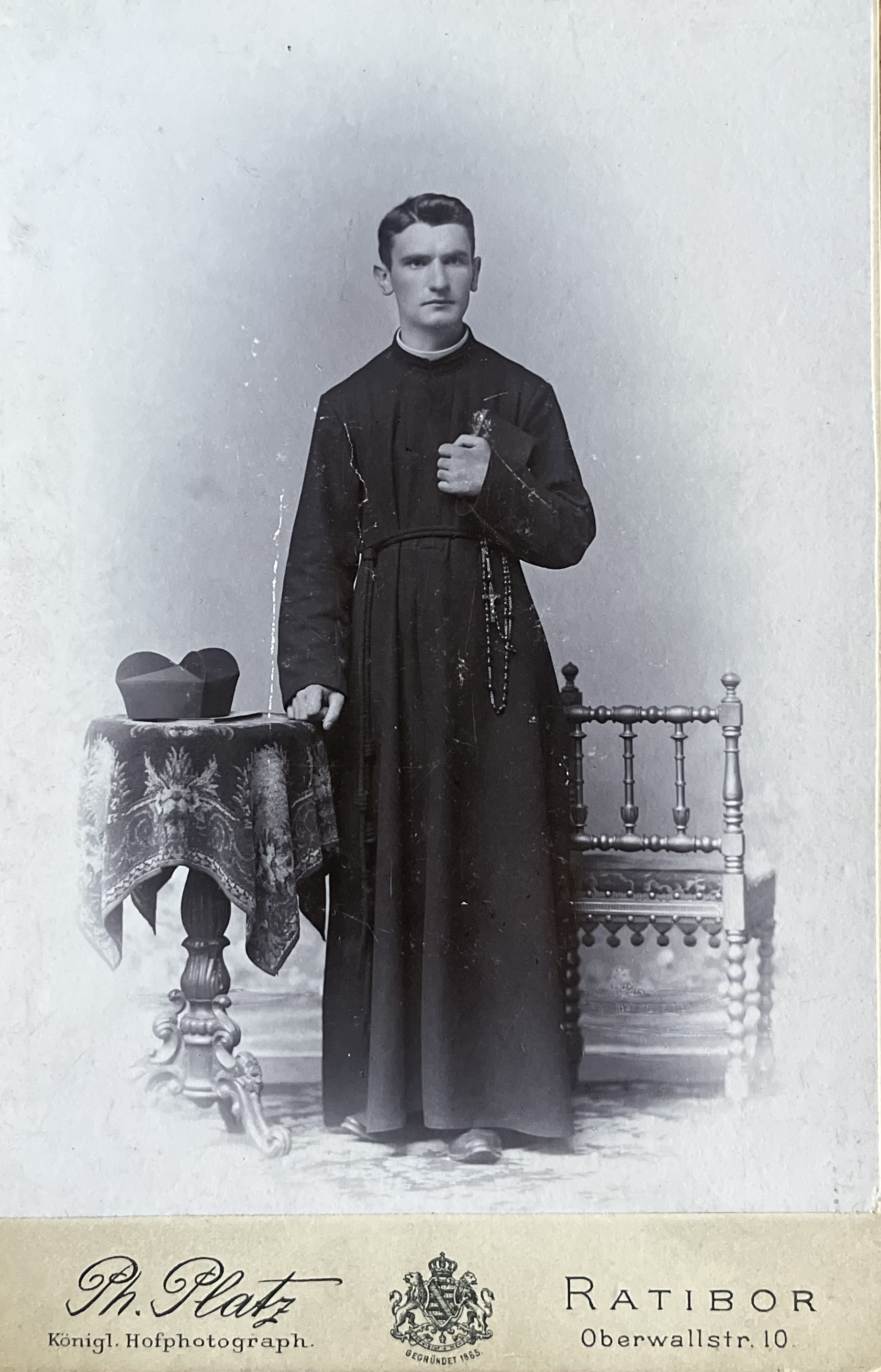
Ernst Smigelski alias Pater Anicitus um 1900

Ernst Smigelski wurde 1881 als Sohn des Kaufmanns Leopold Smigelski und dessen Frau Clara, geborene Pillar, in Neisse in der preußischen Provinz Schlesien geboren. Er war römisch-katholischer Konfession und trat mit dem vierzehnten Lebensjahr der Ordensgemeinschaft der Salvatorianer in Rom bei. Bis zur Priesterweihe studierte er Katholische Theologie an der Päpstlichen Universität Gregoriana. Danach war er Missionsprokurator von Indien. Nach zehn Jahren trat er aus dem Orden aus.
Er absolvierte ein Musikstudium (Theorie und Komposition) am Leipziger Konservatorium u. a. bei Stephan Krehl und Max Reger. Während des Ersten Weltkriegs wirkte er als Kapellmeister an der Wilnaer Oper. Danach war er Referent der Neuen Leipziger Zeitung und der Leipziger Neuesten Nachrichten. Weiterhin war er Musikdozent an der „Leipziger Volksakademie“, einer freien Volkshochschule, und Theorielehrer am Leipziger Landeskonservatorium. Darüber hinaus betätigte er sich als Komponist, so schrieb er das Orchesterwerk „Zwei Menschen“ und die Operette „Die Königin vom Naschmarkt“ (1923) sowie etliche Lieder. Ferner veröffentlichte er Romane und Erzählungen wie Einer von den Vielen. Ein Priesterroman (1912). Er gehörte dem musikalischen Beirat des Mitteldeutschen Rundfunks an und war Mitglied der Leonidengesellschaft in Leipzig.
Smigelski war zunächst mit der aus einer schwedischen Juristenfamilie stammenden Vera Atmer verheiratet. Seine zweite Ehefrau war Magda Möbius aus Leipzig. Er war Vater von drei Kindern, darunter Werner Smigelski (1929–2018).
Sein Nachlass befindet sich im Archiv der Hochschule für Musik und Theater „Felix Mendelssohn Bartholdy“ Leipzig.

## Hörspielarbeiten
Sendespiele (Hörspielbearbeitungen):

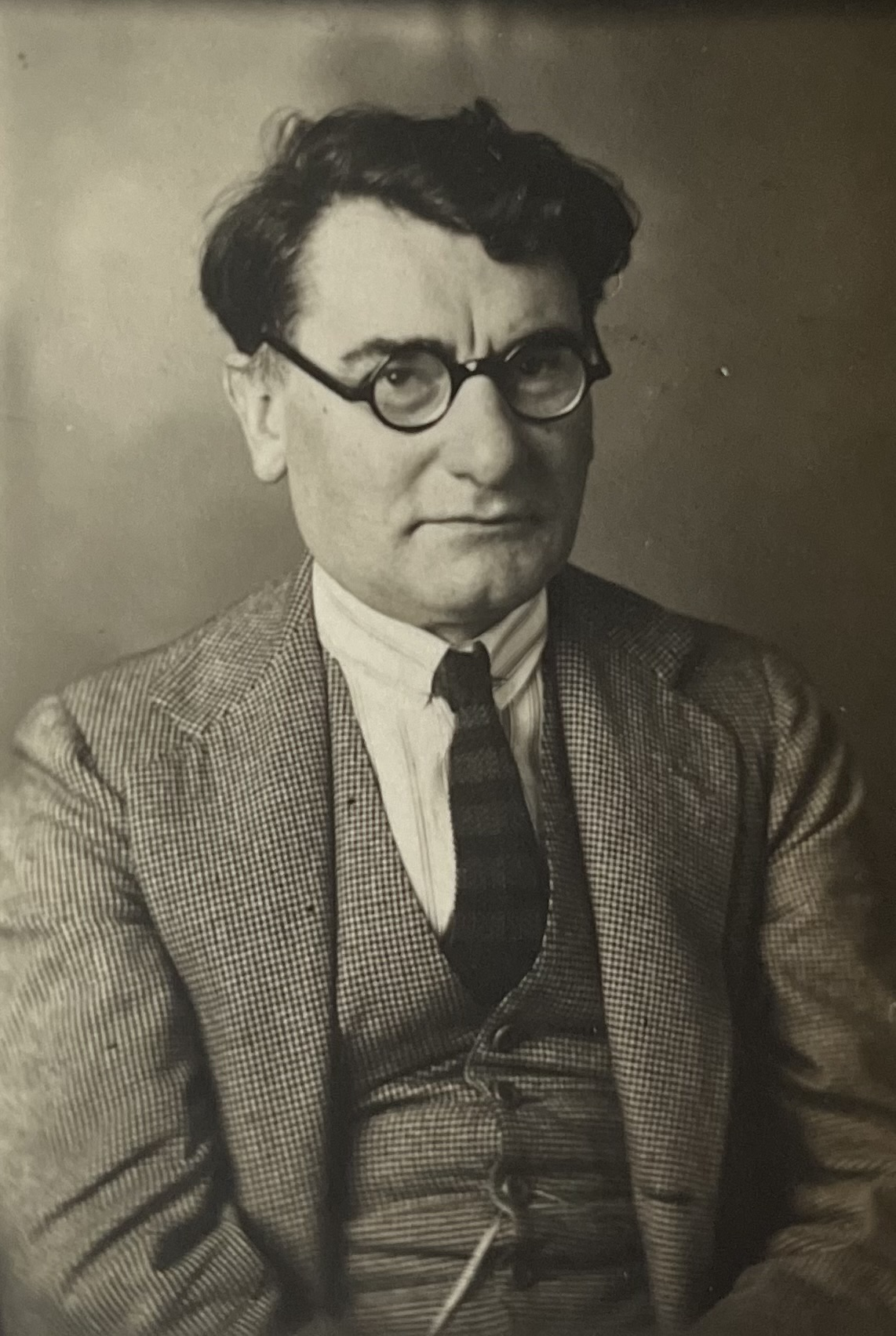
Ernst Smigelski um 1935

- Ernst Smigelski um 19351924: William Shakespeare: Ein Sommernachtstraum. Für den Rundfunk eingerichtet von Alfred Szendrei (Kommentar) – Regie: Nicht angegeben (MIRAG, Leipzig)
- 1924: Henrik Ibsen: Peer Gynt. Für den Rundfunk eingerichtet von Alfred Szendrei (Kommentar) – Regie: Nicht angegeben (MIRAG)
- 1926: Brüder Grimm: Rotkäppchen. Das Volksmärchen in 3 Hörbildern (Chorleitung) – Regie: Julius Witte (MIRAG, 2 Livesendungen)
- 1928: Brüder Grimm: Die Abenteuer der sieben Schwaben. Ein lustiges Hörspiel mit Musik und Gesang für kleine und große Kinder. Nach Grimmschen Märchen frei bearbeitet (Bearbeitung (Wort), Komposition) – Regie: Hans-Peter Schmiedel (MIRAG, 2 Livesendungen)
- 1928: Brüder Grimm: Die Abenteuer der sieben Schwaben. Ein lautes Hörspiel für kleine und große Kinder. Nach Grimmschen Märchen frei bearbeitet (Bearbeitung (Wort), Komposition) – Regie: Kurt Lesing (ORAG, Königsberg)
- 1928: Valerian Tornius: Begegnungen: Menuett. Ein Scherz aus dem Rokoko (Komposition) – Regie: Otto Normann (ORAG)
- 1929: Brüder Grimm: Die sieben Schwaben. Ein lustiges Hörspiel für kleine und große Kinder (Bearbeitung (Wort), Komposition) – Regie: Nicht angegeben (NORAG, Hamburg)

Quelle: ARD-Hörspieldatenbank

## Schriften
- Aus dem Tagebuch eines römischen Priesters. Ein Klosterbild der Gegenwart. Grunow, Leipzig 1909 (2. Auflage: 1929 bei M. Beck).
- Einer von den Vielen. Ein Priesterroman. Rowohlt, Leipzig 1912.
- Was weißt du von Mozart? Breitkopf & Härtel, Leipzig 1931.